# جایزه لوریوس برای بهترین لحظه ورزشی سال
جایزه لوریوس برای بهترین لحظه ورزشی سال، جایزه‌ای است که در آن از فرد یا تیمی که یک لحظه ورزشی زیبا را رقم زدند تجلیل می‌شود. این جایزه در سال ۲۰۱۷ بنیان‌گذاری شد و مردم به آن رأی دادند. این جایزه برای اولین بار در این سال به عنوان یکی از هفت جایزه اصلی جوایز لوریوس اعطا شد. این جوایز توسط سازمان Laureus Sport for Good، یک سازمان جهانی که در بیش از ۱۵۰ پروژه خیریه که از ۵۰۰۰۰۰ جوان حمایت می‌کند، ارائه می‌شود. اولین مراسم در سال ۲۰۱۷ در مونت کارلو برگزار شد. نامزدهای جایزه در یک هیئت تخصصی انتخاب می‌شوند. سپس برنده با رای مردم مشخص می‌شود. این جایزه تنها جایزه‌ای است که مردم در آن مشارکت دارند. برنده این جایزه در مراسم اهدای جوایز سالانه که در مکان‌های مختلف در سراسر جهان، تندیس لوریوس، ساخته شده توسط کارتیه، به او اهدا می‌شود.
جایزه افتتاحیه به باشگاه فوتبال زیر ۱۲ سال بارسلونا (Infantil-B) به دلیل عملکرد ورزشی خود در تسلی دادن یک تیم رقیب شکست خورده، اهدا شد. این جایزه مشترکاً به این باشگاه و هواداران تیم ملی فوتبال ایسلند اهدا شد. تشویق ایسلندی این هواداران پس از پیروزی تاریخی این تیم در مرحله حذفی یورو ۲۰۱۶ مقابل تیم انگلستان باعث شد تا هواداران ایسلندی به عنوان یکی از دو برنده بهترین لحظه ورزشی سال انتخاب شوند.

جایزه سال ۲۰۲۰ به ساچین تندولکار بازیکن کریکت هندی اهدا شد. در ششمین تلاش خود، ضربه زن افسانه‌ای تیم ملی کریکت هند سرانجام به یک پیروزی باشکوه در جام جهانی ۲۰۱۱ دست یافتند. شکست تاریخی هند از سریلانکا با شش ویکت در فینال توسط ۱۳۵ میلیون هوادار در سراسر هند به صورت زنده در حال تماشا بود. برای تندولکار و تیم، این پیروزی در جام جهانی نمی‌توانست مهمتر از این باشد. این اولین قهرمانی هند در جام جهانی در زمین خانگی و دومین قهرمانی در تاریخ بود. پس از ۲۸ سال غم و اندوه برای کشورش - و ۱۹ سال برای شخص تندولکار - تندولکار در ششمین و آخرین تلاش خود، هند را به اولین قهرمانی خود در جام جهانی بعد از سال ۱۹۸۳ در سال ۲۰۱۱ رساند. تندولکار، که به صورت گسترده به عنوان یکی از بزرگترین ضربه‌زن‌های تاریخ کریکت شناخته می‌شود، بر روی شانه‌های بازیکنان تیم هند حمل شد. تندولکار پس از چنین فداکاری برای کشورش، هواداران و تیمش، یک دور افتخار در مقابل تشویق‌های پر سر و صدا انجام داد و پس از کسب چنین پیروزی مهمی در شهر خود اشک شوق ریخت.

برنده سال ۲۰۲۱ این جایزه کریس نیکیچ، دونده آمریکایی است. وی اولین ورزشکار مبتلا به سندروم داون شد که یک مسابقه سه‌گانه مرد آهنین را کامل کرد؛ شامل ۲٫۴ مایل شنا، ۱۱۲ مایل دوچرخه‌سواری و ۲۶٫۲ مایل دوی ماراتن. زمان لازم برای ثبت این رکورد ۱۷ ساعت است و کریس کمتر از ۱۴ دقیقه از این زمان، این سه‌گانه را در یک داستان ورزشی الهام‌بخش و دراماتیک به پایان رساند که در سال ۲۰۲۰ دیدیم. در سراسر جهان، جوانان مبتلا به سندرم داون (و حتی افرادی بدون این مشکل) ایده خود را داشتند که چه چیزی ممکن است توسط این جوان شجاع ۲۱ ساله از فلوریدا تغییر کند.

## برندگان و نامزدها
| سال  | تصویر    | برندگان                           | ملیت                | ورزش             | نامزدها |
| ---- | -------- | --------------------------------- | ------------------- | ---------------- | --- |
| ۲۰۱۷ |          | باشگاه فوتبال زیر ۱۲ سال بارسلونا | اسپانیا             | فوتبال           | ابی دی‌آگوستینو ( ایالات متحده آمریکا) و نیکی همبلین ( نیوزیلند) – دو و میدانی [1] |
| ۲۰۱۷ | –        | هواداران تیم ملی فوتبال ایسلند    | ایسلند              | فوتبال           | هوادار تیم ملی فوتبال پرتغال ( پرتغال) – فوتبال [2] |
| ۲۰۱۸ |          | باشگاه فوتبال شاپه‌کوئنزه          | برزیل               | فوتبال           | باشگاه فوتبال کروتونه و داویده نیکولا ( ایتالیا) – فوتبال/دوچرخه‌سواری [3] لووو مانیونگا ( آفریقای جنوبی) – دو و میدانی [4] · مارک اسمیت و جرید هینز ( استرالیا) – فوتبال استرالیایی [5] مت استاتزمن ( ایالات متحده آمریکا) – تیراندازی با کمان [6] · آدام رولستون و ران راتلند ( هنگ کنگ) – گلف [7] |
| ۲۰۱۹ | –        | شیا بویو                          | چین                 | کوهنوردی         | آندره اینگرام ( ایالات متحده آمریکا) – بسکتبال [8] سایمون کیندلی‌ سایدز ( بریتانیای کبیر) – دو و میدانی [9] · لنارت تای ( آلمان) – فوتبال [10] |
| ۲۰۲۰ |          | ساچین تندولکار                    | هند                 | کریکت            | ناتالی دوتوآ ( آفریقای جنوبی) – شنا [11] شیا بویو ( چین) – کوهنوردی [12] · باشگاه فوتبال شاپه‌کوئنزه ( برزیل) – فوتبال [13] میک شوماخر ( آلمان) – فرمول یک [14] |
| ۲۰۲۱ | –        | کریس نیکیچ                        | ایالات متحده آمریکا | سه‌گانه مرد آهنین | ژانگ فانگ‌یونگ ( چین) – بوکس [15] ما به کرونا لگد می‌زنیم ( آلمان) – فوتبال [16] · ویتوریا اولیوری و کارولا پسینا ( ایتالیا) – تنیس [17] آلوارو سانچز ( اسپانیا) – پیاده‌روی [18] · #هرگزورزش‌کردن‌رامتوقف‌نکن ( ژاپن) – چند ورزشی [19]                                                                   |
| ۲۰۲۲ | اعطا نشد | اعطا نشد                          | اعطا نشد            | اعطا نشد         | اعطا نشد |

## توضیحات نامزدها
| سال  | توضیحات |
| ---- | --- |
| ۲۰۱۷ | ^ این دو ورزشکار در حال رقابت در مرحله مقدماتی دوی ۵۰۰۰ متر المپیک ۲۰۱۶ بودند. در حالی که ۲۰۰۰ متر به خط پایان مانده بود، همبلین زمین‌خورد و به‌طور تصادفی دی‌آگوستینو را نیز زمین زد. دی‌آگوستینو زود بلند شد و به جای دویدن در حالی که پایش آسیب دیده بود به همبلین کمک کرد. دی‌آگوستینو بعداً دوباره زمین‌خورد و همبلین به او کمک کرد تا بلند شود و هر دو شروع به دویدن با هم قبل از در آغوش گرفتن در خط پایان کردند. هر دو دونده به فینال راه یافتند اما دی‌آگوستینو به دلیل آسیب دیدگی نتوانست شرکت کند. |
| ۲۰۱۷ | ^ پس از پیروزی تیم ملی فوتبال پرتغال برابر فرانسه در فینال یورو ۲۰۱۶ و کسب اولین قهرمانی در این رقابت‌ها، یک هوادار پرتغالی ۱۰ ساله به سمت یک هوادار فرانسوی که از باخت تیمش ناراحت است می‌رود و به او می‌گوید "این فقط یک بازی است" و سعی می‌کند تا او را دلداری دهد. ویدیوی این اقدام هوادار پرتغالی به سرعت در فضای مجازی وایرال شد و محبوبیت زیادی به همراه داشت. |
| ۲۰۱۸ | ^ داویده نیکولا، سرمربی باشگاه فوتبال کروتونه قول داده بود در صورت موفقیت تیم، مسیر ۱۳۰۰ کیلومتری خود را از کروتونه به تورین، زادگاهش، رکاب بزند. تا ۱ آوریل، کروتونه تنها به ۱۴ امتیاز رسیده بود، اما با الهام از مربی خود، تیم از آن زمان به بعد، شتاب باورنکردنی‌ای داشت. آنها از ۲۷ امتیاز ممکن ۲۰ امتیاز کسب کردند و این باعث شد آنها معجزه‌آساترین ریکاوری را برای حفظ وضعیت خود در سری آ تکمیل کنند. - ^ لوو مانیونگا، ۲۶ ساله، ورزشکار پرش طول آفریقای جنوبی، خود را از پایین‌ترین سطح اعتیاد به مواد مخدر به بالاترین سطح جهان رساند. در سال ۲۰۱۲، مانیونگا حساب کرد که «پنج درصد تا مرگ فاصله دارد»، اعتیاد او به مواد مخدر و سیر نزولی دوران ورزشی که زمانی امیدوارکننده بود. او قهرمان نوجوانان جهان در سال ۲۰۱۰ بود، در مسابقات قهرمانی جهانی ۲۰۱۱ در سن ۲۰ سالگی پنجم شد، اما زمانی که به جامعه خود بازگشت به اعتیاد گرفتار شد و بردهای خود را صرف مصرف مواد مخدر خود و اطرافیانش کرد. در سال ۲۰۱۲، او به جای شرکت در المپیک لندن، به دلیل مثبت شدن آزمایش مت‌آمفتامین، ۱۸ ماه محرومیت را سپری کرد. چهار سال بعد، دستاوردهای باورنکردنی مانیونگا آشکار می‌شود. در المپیک ۲۰۱۶ ریو، زمانی که یک بار دیگر روی سکو رفت و مدال نقره پرش طول را به دست آورد. در مسابقات جهانی دوومیدانی ۲۰۱۷، مانیونگا با یک پرش ۸٫۴۸ متری، مدال طلا را از آن خود کرد. - ^ چند سال پیش، زمانی که مارک تنها ۹ سال داشت، تشخیص داده شد که او به سرطان مغز و ستون فقرات مبتلا است. سرطان این پسر جوان را از بسیاری چیزها ربود: بینایی، بخشی از شنوایی او و توانایی او در انجام ورزش‌هایی که دوست دارد. در طول درمان طاقت‌فرسا که مارک را خسته کرد، جرید دوست صمیمی او باقی ماند و در عشق مداوم آنها به ورزش، به‌ویژه سیدنی سوانز، شریک شد. اگرچه مارک دیگر نمی‌تواند ببیند، اما اشتیاق او برای سوانز فروکش نکرده‌است. معمولاً او به تفسیرهای رادیویی گوش می‌کند. در آخرین بازی فصل در، در کوارتر دوم مسابقه، پخش زنده قطع شد. خوشبختانه، دوستش جرید در آنجا بود تا با تفسیر وارد عمل شود. بازی با بازی، جرید بازی را زنده می‌کرد. هنگامی که سوانز متوجه شدند، مارک و جرید در ورودی ورزشگاه برای یک جلسه تمرینی مورد استقبال قهرمان قرار گرفتند. بازیکنان به صورت نیم دایره مقابل آنها ایستادند و با شنیدن خبر دوستی آنها با صدای بلند دست زدند. به پسرها پیراهن‌هایی اهدا شد و به آنها گفتند که در فینال حذفی مقابل اسندون در ۹ سپتامبر، آنها با بازیکنان به زمین خواهند رفت. - ^ تیرانداز با کمان بدون دست آمریکایی که مدال نقره پارالمپیک ۲۰۱۲ را به دست آورد و پس از شرکت در پارالمپیک ۲۰۱۶ نامزد دریافت این جایزه شد. او در پارالمپیک ۲۰۱۶ و ۲۰۲۰ موفق به کسب مدال نشد. - ^ آدام رولستون، بازیکن ملی پوش سابق راگبی هنگ کنگ، و ران راتلند، طولانی‌ترین گلفی را بازی کردند که تا کنون در سراسر مغولستان انجام شده‌است، که ۲۰۱۱ کیلومتر از زمین‌های سخت را پوشش می‌دهد، در میان بیابان، آب‌های یخی، زمین‌های سنگی و یخچال‌های طبیعی بازی کردند. آنها تصمیم گرفتند تا رکورد جهانی طولانی‌ترین بازی گلف را بشکنند و مغولستان را به دلیل گستره وسیع و میراث عشایری آن انتخاب کردند. رسیدن به اولین سه راهی در کوهپایه قله خویتن در ماه ژوئن بدون مشکل نبود. این دو مرد شروع به مواجهه با مشکلات فیزیکی شدید کردند. رولستون روزها دچار اسپاسم گردن و کمر شد و در حالی که کادی (حامل وسایل بازیکن) خود را به سختی روی سطح ناهموار می‌کشید رنج می‌برد. ملاقات تصادفی با یک سگ مغولی وحشی که آن را را "UB" نامیدند (قبل از اولان‌باتور، مقصد نهایی آنها) برای آنها یک همراه عالی بود و برای ۱۵۰۰ کیلومتر باقیمانده کمک کرد و در زمانی که بیشتر به آن نیاز داشتند، روحیه آنها را تقویت کرد. رولستون گفت: این سگ وحشی زیبا به دنبال ما آمد و در کنار ما ماند و کنار چادرهای ما خوابید. او در طول سفر به ما بسیار وفادار و محافظ بود. این واقعاً نمادی از روح عشایری این کشور زیبا بود و ما خوشحال شدیم که در نهایت او را با یک زوج عاشق در پارک ملی ترلج ترک کردیم. برای هفته‌ها، زمانی که رولستون و راتلند به آرامی در مغولستان به توپ می‌زدند، خط پایان را در اولان‌باتور مجسم می‌کردند. چوب‌های ضربه‌خورده‌شان را درمی‌آوردند و ماشینشان را حرکت می‌دادند و در نهایت این جفت با لباس‌های سنتی مغولی به مقصد نهایی خود می‌رسند. یک توپ لغزنده هفت فوتی یک ماجراجویی باورنکردنی ۸۰ روزه را کامل کرد و طولانی‌ترین بازی گلف را برای آدام رولستون و ران راتلند به پایان رساند. |
| ۲۰۱۹ | ^ آندره اینگرام ۳۲ ساله سرانجام پس از بیش از ۱۰ سال تلاش، زمانی که در ماه آوریل برای لس آنجلس لیکرز مقابل هیوستون راکتس بازی کرد، اولین بازی ان‌بی‌ای خود را انجام داد. یک روز پس از فراخوانی غیرمنتظره از اسطوره بسکتبال و رئیس سابق تیم لیکرز، مجیک جانسون، آندره در حال تحقق رؤیای خود بود و برای لیکرز در ان‌بی‌ای صف آرایی کرد. اینگرام پس از ۳۸۴ بازی، که بیشتر در لیگ ترقی ان‌بی‌ای، یک لیگ کوچک ان‌بی‌ای انجام شد، آماده بود تا به میدان برود. داستان او شبیه یک افسانه است. از یک معلم خصوصی ریاضی نیمه وقت با مدرک فیزیک، تا بازی در مقابل چند صد هوادار در ورزشگاه ۲۰۰۰۰ نفری استیپلز سنتر در لس آنجلس. در حالی که لیکرز در اولین بازی خود با نتیجه ۱۰۵–۹۹ شکست خورد، اینگرام هنوز دلیلی برای لبخند زدن داشت. این بازیکن تازه‌کار ۱۹ امتیاز و چهار پرتاب ۳ امتیازی در یک عملکرد شگفت‌انگیز به دست آورد که باعث شد عنوان بهترین بازیکن زمین را از سرمربی لیکرز، لوک والتون دریافت کند. پس از بازی، کریس پاول، فوق ستاره راکتس گفت: برای او (آندره) احترام زیادی قائل شدم. پس از ده سال در لیگ ترقی بازی کردن، در نهایت فرصتی به دست آورد و اینطور بازی کرد - این خیلی خاص است. - ^ سایمون کیندلی‌ سایدز در سال ۲۰۱۳ به اختلال عملکردی عصبی و تومور مغزی گلیوما مبتلا شد که باعث شد از کمر به پایین فلج شود. اما این بازیکن ۳۳ ساله اهل نوریچ انگلستان مصمم بود که نگذارد فلج شدن او را از کار بازدارد. روز یکشنبه ۲۲ آوریل، او با هزاران نفر دیگر در یکی از سخت‌ترین مسابقات جهان، ماراتن لندن، به راه افتاد. زمانی که الیود کیپچوگه برنده مسابقه در کمتر از دو ساعت از خط پایان عبور کرد، سایمون هنوز ۲۴ مایلی پیش رو داشت. در ساعت ۱۱ شب روز بعد، سایمون اولین مرد فلج شد که مسیر را کامل کرد و همچنین سریعترین مرد جهان بود که یک ماراتن کامل را با لباس اسکلت بیرونی ReWalk انجام داد. تلاش سایمون برای اتمام ماراتن هم آگاهی را در مورد تومورهای مغزی افزایش داد و هم با انعطاف‌پذیری و اراده باورنکردنی خود الهام‌بخش دیگران شد. - ^ لنارت تای، مهاجم باشگاه فوتبال فنلو برای بازی تیمش در آیندهوون آماده نبود، اما دلیل فوق‌العاده‌ای داشت. این بازیکن ۲۶ ساله که از وردربرمن قرضی به این تیم آمده بود، بازی نمی‌کرد زیرا در حال اهدای خون به یک بیمار سرطان خون بود. در سال ۲۰۱۱، او خون اهدا کرد به این امید که جان یک بیمار سرطان خون را نجات دهد. در ماه مارس، خبر درخشانی منتشر شد که یک هم خون پیدا شد و او برای کمک به پزشکان در تلاش برای ایجاد سلول‌های بنیادی و انجام پیوند، خون داد. بسیار نادر است که یک مسابقه باشد و فنلو تصمیم بگیرد تا شماره ۱۱ آنها وظایف خود را انجام دهد. باشگاه فوتبال پی‌اس‌وی آیندهوون با وجود غیبت لنارت، او را بهترین بازیکن مسابقه معرفی کرد. |
| ۲۰۲۰ | ^ در سن ۱۴ سالگی، ناتالی دوتوآ در بازی‌های کشورهای مشترک المنافع در سال ۱۹۹۸ برای آفریقای جنوبی شنا کرد. این اعجوبه، رؤیای شرکت در المپیک را داشت. به طرز غم‌انگیزی، در سال ۲۰۰۱، دوتوآ به شدت مجروح شد، یک ماشین با اسکوتر او در راه مدرسه تصادف کرد. او مجبور شد پای چپ خود را از ناحیه زانو قطع کند. اما این باعث نشد که دوتوآ محدودیتی برای ادامه شنای حرفه‌ای داشته باشد. تنها سه ماه پس از تصادف، او به تمرین شنا بازگشت. دوتوآ با روحیه و قدرت باورنکردنی در ریکاوری و تمرین، به بازی‌های کشورهای مشترک المنافع ۲۰۰۲ در منچستر راه یافت. ناتالی دوتوآ در شنا به فینال ۸۰۰ متر سبک آزاد راه یافت. این اولین بار در تاریخ بود که یک فرد قطع عضو برای شرکت در فینال یک مسابقه بین‌المللی شنای بزرگ توانا، راه می‌یافت. دوتوآ با تمرکز قوی خود، سرانجام در سال ۲۰۰۸ در پکن به هدف نهایی خود رسید، زمانی که با تبدیل شدن به اولین زن شناگر قطع عضو که واجد شرایط بازی‌های المپیک شده‌است، تاریخ ساز شد. ناتالی دوتوآ با ادامه، پرچم آفریقای جنوبی را در مراسم افتتاحیه در المپیک ۲۰۰۸ و پارالمپیک حمل کرد. - [12] - [13] - ^ در ۲۹ دسامبر ۲۰۱۳، میشائیل شوماخر، قهرمان هفت دوره فرمول یک، در یک تصادف اسکی دچار آسیب مغزی شد. در حالی که طرفداران در آلمان و سراسر جهان همچنان از میشائیل حمایت می‌کنند و سهم باورنکردنی او را در دنیای موتوراسپورت جشن محترم می‌دانند، این پسرش میک شوماخر است که به‌طور فعال میراث پدرش را به دوش می‌کشد. پیروی از موفق‌ترین راننده تاریخ فرمول چالش سختی است، با این حال میک شوماخر دقیقاً این کار را انجام می‌دهد. میک با رقابت در مدار فرمول ۲ و کسب جایگاهی در آکادمی رانندگی فراری، در دنیای موتوراسپرت رقابت می‌کند. به مناسبت پانزدهمین سالگرد قهرمانی پدرش در سال ۲۰۰۴، میک شوماخر در یک مسابقه نمایشی در پیست شرکت کرد که در آن میشائیل شوماخر چهار مورد از رکوردهای ۹۱ قهرمانی خود در فرمول یک - هاکنهایم - را به دست آورد. میک رد پای پدرش را دنبال کرد و با نمایشی تند و احساسی پشت فرمان ماشین برنده میشائیل نشست. واکنش میک به این تجربه بر اهمیت چنین لحظه ورزشی تاریخی تأکید می‌کند. |
| ۲۰۲۱ | ^ ژانگ فانگ‌یونگ رؤیایی دارد برای تبدیل شدن به یک بوکسور موفق و هیچ چیز سر راه او قرار نخواهد گرفت. عزم تسلیم ناپذیر او برای دستیابی به موفقیت به هر قیمتی که باشد او را برای طرفداران ورزش در سراسر چین محبوب کرده‌است. زمانی که در سال ۲۰۱۷ در مسابقات قهرمانی خروس وزن WBA قهرمان جوانان جهان شد، نتایج او امیدوارکننده به نظر می‌رسید و مشتاقانه منتظر آینده‌ای سودآور و پربار بود، اما از آن زمان بالاترین هزینه او برای مبارزه ۳۶۰۰ یوان (حدود ۵۵۰ دلار) بوده‌است. فانگ‌یونگ در فقر روستایی بزرگ شد و برای زنده نگه داشتن رؤیای خود مجبور به انجام مشاغل متوالی شد، اما حتی آن هم به راحتی پیش نرفته‌است. او یک نگهبان بود اما پس از چند روز به دلیل کوچک بودن از کار اخراج شد. او همچنین در آشپزخانه رستوران، جابجایی خانه و ساخت و ساز کار کرده‌است. او راننده تحویل غذا در پکن شد، اما اسکوتر برقیاش را هنگام تحویل غذا به سرقت بردند. او به یاد می‌آورد: دو کیلومتر آن شخص را تعقیب کردم اما نتوانستم به او برسم. با این حال او غذا را سالم رساند. فانگ‌یونگ گفت: یک تحویل‌دهنده همیشه از غذای خود محافظت می‌کند. او اکنون با یک اسکوتر جایگزین به جاده بازگشته است و مهمتر از همه برای حرفه خود. او در باشگاه بوکس M23 پکن تمرین می‌کند، باشگاه قهرمان پر وزن WBA، شو کن. فانگ‌یونگ که هدفش قهرمانی در آسیاست، گفت: چیزی که باید ثابت کنیم روحیه و اراده من است و این که اگرچه ممکن است از نظر فنی کمبود داشته باشم، پیشرفت خواهم کرد. - ^ به نظر می‌رسد که کرونا بهترین‌ها را در میان مردم به نمایش گذاشته‌است، مانند یاشوا کیمیش و لئون گورتزکا، که ابتکار عمل کمپین ما به کرونا لگد می‌زنیم (We Kick Corona) را برای حمایت از موسسات خیریه، گروه‌ها و سازمان‌ها راه‌اندازی کردند، افرادی که به دلیل تعطیلی‌ها و محدودیت‌هایی که در طول دنیاگیری کووید-۱۹ رخ داده با مشکلات مالی مواجه شدند. این کمپین تاکنون بیش از ۵ میلیون یورو جذب کرده‌است. بازیکنان بایرن مونیخ می‌گویند: به عنوان فوتبالیست‌های حرفه ای، زندگی سالم و ممتازی داریم. ما خود را موظف می‌دانیم که در این شرایط سخت مسئولیت‌پذیر باشیم. هدف We Kick Corona حمایت از خیریه‌ها و سازمان‌های بزرگ و کوچک است که به دلیل تعطیلی با مشکلات مالی مواجه بودند. این طرح تاکنون به ۴۸۰ پروژه در سراسر آلمان کمک کرده‌است. این شامل حمایت حیاتی مرتبط با همه‌گیری است، از جمله تحویل غذا به افرادی که در انزوا هستند، حمایت بیمارستانی، تهیه تجهیزات پزشکی در جامعه، تسهیلات اهدای خون و موارد دیگر. با این حال، این فقط موسسات خیریه و ابتکارات بهداشتی نیستند که کمک دریافت می‌کنند، بلکه خیریه‌های محلی و ملی نیز به دلیل این شرایط استثنایی با مشکل مواجه هستند: مبتلایان به آلزایمر، افراد معتاد به مواد مخدر، زنان در خطر و جوانان در مناطق محروم. در اوج بحران، موسسات خیریه ارائه‌دهنده این تسهیلات حمایتی دیگر قادر به فعالیت و جمع‌آوری کمک‌های مالی به روش معمول خود نبودند، بنابراین هفته به هفته پول خود را از دست می‌دادند. خیریه ای مانند We Kick Corona راه نجاتی برای این سازمان‌ها است که برخی از آنها بدون کمک مالی در آستانه تعطیلی قرار می‌گرفتند. - ^ یک مسابقه غیر معمول تنیس بین دو دختر جوان که روی پشت بام‌های فینال لیگور در ایتالیا انجام شد، نشان داد که حتی قوانین قرنطینه کووید-۱۹ نمی‌تواند روحیه دوستی و عشق به ورزش آنها را متوقف کند. ویتوریا اولیوری، ۱۳ ساله، و کارولا پسینا، ۱۱ ساله، در همان مرکز تنیس که همدیگر را آنجا می‌دیدند حضور می‌یابند و مربی آنها همه بچه‌های آنجا را تشویق کرده بود که به انجام تمرینات روزانه ادامه دهند. دختران به این فکر افتادند که با هم بازی کنند، در حالی که از هم جدا می‌مانند. توپ را از پشت بام به پشت بام، در فاصله ۱۵ متری به سمت یکدیگر می‌زنند. ویدئویی از این دختران که در زمین خودشان در آسمان بازی می‌کنند، با ۱۰ میلیون بازدید در فضای مجازی منتشر شد و یک دنباله خوب برای داستان وجود داشت. این دختران به مصاحبه رسانه‌ای دعوت شدند و در مورد بازیکنان مورد علاقه‌شان سؤال شد. ویتوریا گفت: راجر فدرر. اگر قرار بود او را ملاقات کنم، روی او می‌پریدم یا شوکه می‌شدم. و کارولا افزود: من دوست دارم ظرافت فدرر و قدرت نادال را داشته باشم. درست در همان لحظه پرده به عقب کشیده شد و فدرر، برنده ۲۰ عنوان گرند اسلم، با راکتش وارد شد و دختران را شگفت‌زده کرد. آنها مقداری تنیس روی پشت بام بازی کردند، ناهار خوردند، سپس فدرر به آنها گفت که ترتیب داده‌است تا به کمپ تابستانی در آکادمی رافا نادال بروند. فدرر گفت: من در بسیاری از مکان‌های جالب در سراسر جهان بازی کرده‌ام، اما این یکی قطعا برای من یک تجربه خاص است. - ^ زمانی که طوفان فیلومنا سنگین‌ترین برف دهه‌های اخیر را به اسپانیا آورد و ۵۰ سانتی‌متر در مرکز این کشور ریخت، همه چیز متوقف شد زیرا تا ۵۰۰ جاده مسدود شد. همه چیز وجود دارد، به جز بسیاری از کارکنان مراقبت‌های بهداشتی که مجبور شدند ساعت‌ها پیاده‌روی کنند تا به بیمارستان‌های خود برسند تا بیماران به شدت بیمار مبتلا به کووید-۱۹ را مراقبت کنند. اما دریغ نکردند. آمادگی جسمانی و عزم ذهنی آنها برای این چالش همخوانی داشت. دکتر آلوارو سانچز یک روحیه مصمم داشت و ۱۷ کیلومتر را در میان برف پیاده‌روی کرد تا به بیمارستان خود در ماخادائوندا، در شمال غرب مادرید برسد. او گفت: بعد از ۱۷ کیلومتر برف خالص، یک ساعت و سه ربع بعد، می‌توانم بگویم که به بیمارستان رسیدم و می‌توانم اسکی بازی کنم. دکتر سانچز در شبکه‌های اجتماعی گفت: ما اینگونه هستیم. سایر فیلم‌های ویدئویی نشان می‌دهد که دو پرستار، با استفاده از میله‌های اسکی خود، ۲۲ کیلومتر را به سمت بیمارستانی در مادرید طی می‌کنند. در رسانه‌های اجتماعی به پزشکان و پرستاران به دلیل از خودگذشتگی آنها و همچنین تناسب اندامشان ادای احترام می‌شد و صاحبان خودروهای چهار چرخ محرک را بر آن داشت تا به کارکنان بهداشتی آسانسوری برای حمل کمک کنند. سالوادور ایلا، وزیر بهداشت اسپانیا گفت: تعهدی که کل گروه کارکنان بهداشت از خود نشان می‌دهند نمونه‌ای از همبستگی و فداکاری است. - ^ زمانی که مسابقات و فعالیت‌های ورزشی در ژاپن به دلیل کووید-۱۹ لغو شد، دختران و پسران دبیرستانی با استعداد، شانس خود را برای نمایش عملکردهای ورزشی خود برای برنامه‌های کاربردی آینده در دانشگاه‌ها و تیم‌های ورزشی از دست دادند. اما سازمانی که توسط بازیکنان بین‌المللی راگبی، نوزاوا تاکشی و توشیاکی هیروسه و کسانی که از ابتکار آنها حمایت می‌کنند، تأسیس شده‌است، این شکاف را پر کرده‌است. این ورزش که در ابتدا #راگبی‌بازی‌کردن‌رامتوقف‌نکن نام داشت، اکنون به #هرگزورزش‌کردن‌رامتوقف‌نکن تبدیل شده‌است تا از ورزش دانش آموزان در زمان دنیاگیری کووید-۱۹ در طیف گسترده‌ای از ورزش‌ها حمایت کند و هدف آن پرورش استقلال در نسل آینده است. در ابتدا، چند دانش‌آموز دبیرستانی شروع به بارگذاری ویدیوهای عملکرد خود در شبکه‌های اجتماعی با نام حرکت کردند که توسط بازیکنان مشهور و طرفداران ورزش به منظور ارتقای برنامه دانشگاهی خود در توییتر بازنشر شده بود. این جنبش با حمایت رسانه‌ها به سرعت در فضای مجازی منتشر شد و در نتیجه چندین بازیکن برای بازی در دانشگاه‌ها یا لیگ برتر پذیرفته شدند. این ابتکار که با دو رشته ورزشی راگبی و بسکتبال آغاز شد، توسط نزدیک به ۲۰ رشته ورزشی مانند فوتبال، هندبال، هاکی، جودو، والیبال و حتی تشویق‌کننده ارتقا یافت. بسیاری از افراد بزرگ ورزش ژاپنی، فعال و بازنشسته، از جمله تاداهیرو نومورا، دارنده مدال طلای جودو المپیک، نائوکو ایموتو شناگر المپیک، آیومو گورومارو بازیکن راگبی جام جهانی و کانا اویاما و تاکاهیرو یاماموتو، بازیکنان تیم ملی والیبال ژاپن، از آن حمایت می‌کنند. این برنامه در مسابقه لیگ نوآوری که توسط آژانس ورزشی ژاپن و اسپورتس تک توکیو در مارس ۲۰۲۱ برگزار شد، برنده جایزه پایونیر شد. سازمان‌دهندگان می‌گویند که یک پلتفرم آنلاین امن برای ارتباط دانشجویان با دانشگاه‌ها و تیم‌ها ایجاد کرده‌اند که فقط توسط کاربران ثبت نام شده قابل استفاده است. برای ورزشکاران جوان، نشان دادن خود نه تنها به آنها کمک می‌کند تا نقاط قوت و ضعف خود را شناسایی کنند، بلکه آنها را به اصلاح آرزوها و اهداف آینده خود سوق می‌دهد. #هرگز ورزش‌کردن‌ را متوقف‌نکن با کمک به آنها برای فکر کردن، ارزیابی، تصمیم‌گیری و عمل، هدفش آماده کردن محیطی است که در آن همه ورزشکاران می‌توانند به ورزش ادامه دهند و بدون توجه به اینکه در چه تیمی هستند یا در کجا بازی می‌کنند، به مرحله بعدی بروند. |